# Hugo II van Ponthieu
Hugo II van Ponthieu (overleden op 20 november 1052) was een zoon van Engelram I van Ponthieu en diens eerste onbekend gebleven echtgenote.
Hij volgde zijn vader in 1048 op als graaf van Ponthieu en Montreuil (Pas-de-Calais). Hij werd begraven in de abdij van Saint-Riquier. Hugo was gehuwd met Bertha, dochter van Gerimfried van Aumale, Heer van Aumale, en werd de vader van:
- Engelram II (- 1053)
- Gwijde I (-1100)
- Robert
- twee zoons
- een dochter, gehuwd met Willem, zoon van Richard II van Normandië.